# Incêndio de Oxford Circus
O Incêndio de Oxford Circus foi um incêndio que deflagrou na Estação de Oxford Circus do Metro de Londres, a 23 de novembro de 1984 às 9.50pm, devido a um fumador descuidado.
Não houve mortos, mas 14 pessoas (quatro passageiros, um policia e nove funcionários do Metro) foram levadas ao hospital por intoxicação por fumo.
Tal incidente levou à proibição de fumar em toda a rede de metropolitano londrina.